# Funaria mexicana
Funaria mexicana är en bladmossart som beskrevs av Jean Étienne Duby 1870. Funaria mexicana ingår i släktet spåmossor, och familjen Funariaceae. Inga underarter finns listade i Catalogue of Life.